# Daniel Bachrach
Daniel W. Bachrach (1881 – ok. 1943) – aspirant Policji Państwowej, naczelnik Urzędu Śledczego w Nowogródku, detektyw londyńskiej City Police, pisarz.

## Życiorys
Urodzony 1881 w żydowskiej rodzinie, do Anglii przybył w celu podjęcia pracy w fabryce wyrobów włókienniczych swojego stryja. Według własnej relacji po rozwiązaniu zagadki morderstwa w pociągu Londyn-Dover, w którym przypadkowo przebywał, zatrudniony jako tłumacz języków słowiańskich w londyńskiej City Police. 
Co najmniej od 1904 był detektywem kontraktowym londyńskiej City Police (współpracował czasami ze Scotland Yardem), pozostawał w jej służbie jeszcze 1910. Według własnych relacji uczestniczył tam w słynnym śledztwie dotyczącym zaginięcia Cory Crippen, a nawet podążał do Kanady za mordercą. Następnie pracował w policji kijowskiej jako starszy przodownik u naczelnika Rudoja. W 1917 wstąpił do Milicji Miejskiej w Warszawie. W latach 1918–1926 aspirant i kierownik tzw. brygady fałszerskiej w Urzędzie Śledczym w Warszawie, bezpośredni podwładny komisarza Ludwika Mariana Kurnatowskiego (prowadzili razem wiele spraw). Uznawany za jednego z najzdolniejszych funkcjonariuszy policji II Rzeczypospolitej, określany „warszawskim Sherlockiem Holmesem”. 
W 1922 delegowany na Kresy, do województwa nowogródzkiego w celu organizowania ekspozytur śledczych, następnie Naczelnik Urzędu Śledczego w Nowogródku. 
W 1926 r. zwolniony z policji pod zarzutem nadużyć, 29 października tegoż roku aresztowany pod zarzutem szpiegostwa i osadzony w Cytadeli. Oskarżony o doprowadzenie agenta niemieckiego wywiadu do polskich instalacji wojskowych niedaleko Wilna. Bachrachowi nie dowiedziono winy i celowości jego zachowania. Następnie podejrzewany przez warszawską prokuraturę o szefowanie szajce fałszerzy paszportów. Międzynarodowa akcja na szeroką skalę była prowadzona przez policję polską, niemiecką i francuską. W Paryżu zatrzymano ponad dwustu posiadaczy fałszywych paszportów i deportowano do Polski. Proces Bachrach trwał od 1927 do 1930. W 1930 Bachrach został uniewinniony, nie dowiedziono mu zarzucanych czynów, a świadkowie zniknęli. Według innego źródła Bachrach przyznał się, skazano na długoletnie więzienie, jednak po pewnym czasie wyszedł za kaucją i opuścił Polskę.  
W 1929 wyjechał do Berlina. gdzie założył biuro detektywistyczne. Miał wytropić m.in. słynnego wampira z Düsseldorfu.
W 1933 miał miejsce w Warszawie proces sądowy, w którym Bachrach był oskarżony o szefowanie szajce przemytników futer, złota, jedwabiów i brylantów wraz z małżeństwem Salów z Katowic (znanych fałszerzy) oraz Nutą Pomerancblumem. 16 października Daniel Bachrach został uniewinniony, natomiast członków bandy skazano na kilka lat więzienia. Według niepotwierdzonych relacji Bachrach po procesie ponownie wyjechał do Niemiec.
W 1939 umieszczony w księdze gończej wrogów III Rzeszy, przypuszczalnie przed wybuchem wojny wrócił do Warszawy, gdzie zginął podczas Zagłady.

## Twórczość literacka
W latach 1927–1932 r. wydał kilka tomików wspomnień z prowadzonych przez siebie spraw kryminalnych. Większość opowiadań publikowana była w gazetach, m.in. w "Ostatnich wiadomościach krakowskich" w latach 1931-35. Dopiero od 2018 r. są one publikowane w formie książkowej w serii "Kryminały przedwojennej Warszawy".

## Publikacje
- Międzynarodowa szajka fałszerzy i inne autentyczne opowieści kryminalne (1927)
- Król sutenerów (1931)
- Tajemnica pokoju nr 18 (1932)
- Sprawy kryminalne II RP (2014)[8]
- Sprawy kryminalne sprzed 1918 r. (2014)[9]
- Król sutenerów Rozenberg działa (2017)[10]
- Epidemia samobójstw. Sensacyjne pamiętniki byłego aspiranta Urzędu Śledczego w Warszawie, t. 1 (opowiadania z gazet, wydane w serii "Kryminały przedwojennej Warszawy", tom 48, 2018)[11]
- Kobieta, wino i hazard. Sensacyjne pamiętniki byłego aspiranta Urzędu Śledczego w Warszawie, t. 2 (opowiadania z gazet, wydane w serii "Kryminały przedwojennej Warszawy", tom 49, 2018)
- Niebezpieczne poszlaki. Sensacyjne pamiętniki byłego aspiranta Urzędu Śledczego w Warszawie, t. 3 (opowiadania z gazet, wydane w serii "Kryminały przedwojennej Warszawy", tom 54, 2019)[12]
- Przez namiętność do zbrodni. Sensacyjne pamiętniki byłego aspiranta Urzędu Śledczego w Warszawie, t. 4 (opowiadania z gazet, wydane w serii "Kryminały przedwojennej Warszawy", tom 62, 2019)[13]
- Strzał w nocy. Sensacyjne pamiętniki byłego aspiranta Urzędu Śledczego w Warszawie, t. 5  (opowiadania z gazet, wydane w serii "Kryminały przedwojennej Warszawy", tom 68, 2019)
- Za kulisami kabaretu. Sensacyjne pamiętniki byłego aspiranta Urzędu Śledczego w Warszawie, t. 6 (opowiadania z gazet, wydane w serii "Kryminały przedwojennej Warszawy", tom 78, 2020)
- W walce ze światem zbrodni. Sensacyjne pamiętniki byłego aspiranta Urzędu Śledczego w Warszawie, t. 7 (opowiadania z gazet, wydane w serii "Kryminały przedwojennej Warszawy", tom 86, 2020)